# Прва Београдска лига у фудбалу — група А
Прва београдска лига група А је једна од 31 Окружне лиге у фудбалу. Окружне лиге су пети ниво лигашких фудбалских такмичења у Србији. Виши степен такмичења је Београдска зона, a нижи Међуопштинска лига Београд група А и Међуопштинска лига Београд група Б. Лига је основана 2013. године, а у у првој сезони је бројала 14 клубова. Кроз године се тај број није нити увећавао нити смањивао.

## Победници свих првенстава
| Сезона   | Бр. клуб. | Првак                         | Бодови | Другопласирани            | Бодови |
| 2013/14. | 14        | Јединство, Сурчин             | 65     | Бродарац, Нови Београд    | 51     |
| 2014/15. | 14        | БСК 1925, Батајница           | 57     | Борац, Остружница         | 51     |
| 2015/16. | 14        | Милутинац, Земун              | 63     | Бродарац, Нови Београд    | 62     |
| 2016/17. | 14        | Бродарац, Нови београд        | 64     | Поштар Звездара, Звездара | 58     |
| 2017/18. | 14        | Студентски Град, Нови Београд | 58     | Комграп, Београд          | 57     |
| 2018/19. | 14        | Дунав,Велико Село             | 59     | Поштар Звездара,Крњача    | 59     |
| 2019/20. | 14        | Поштар Звездара,Крњача        | 36     | Херој-Полет,Јајинци       | 30     |
| 2020/21. | 16        | ПКБ, Падинска Скела           | 79     | ФК Умка Чукарица          | 61     |

## Клубови у сезони 2018/19
| Клуб            | Место       | Општина/Град             |
| --------------- | ----------- | ------------------------ |
| Атаканте        | Београд     | Град Београд             |
| Балкан Миријево | Миријево    | Општина Звездара         |
| Борац           | Остружница  | Градска општина Чукарица |
| Институт        | Земун Поље  | Општина Земун            |
| Црвенка         | Борча       | Градска општина Палилула |
| Раковица        | Раковица    | Градска општина Раковица |
| ПКБ Ковилово    | Ковилово    | Градска општина Палилула |
| Синђелић        | Угриновци   | Општина Земун            |
| Дунав           | Велико Село | Градска општина Палилула |
| Поштар Звездара | Крњача      | Општина Палилула         |
| Борац           | Прогар      | Градска општина Сурчин   |
| Срем            | Јаково      | Градска општина Сурчин   |
| Змај            | Земун       | Градска општина Земун    |
| Шумадинац       | Бечмен      | Градска општина Сурчин   |